# Partit Comunista del Nepal (Maoista)
El Partit Comunista del Nepal (Maoista) o Communist Party of Nepal (Maoist), sigles CPN(M) és un partit polític maoista del Nepal, fundat el 1994 per Puxpa Kamal Dahal, àlies Pratxanda. Va sorgir com a escissió del Partit Comunista del Nepal (Centre d'Unitat) o Communist Party of Nepal (Unity Centre) i va usar aquest nom fins que va adoptar el nou el 1995. El 13 de febrer de 1996 va iniciar la lluita armada. El 2005 controlava més de la meitat del Nepal. El seu sindicat és l'All Nepal Trade Union Federation (Revolutionary). L'ala d'estudiants és l'All Nepal National Independent Students Union (Revolutionary). Va partir una escissió el 2004 de la qual va sorgir el Janatantric Terai Mukti Morcha.